# تئوری بیگ بنگ (فصل ۱)
پخش فصل اول سریال تلویزیونی آمریکایی تئوری بیگ بنگ از ۲۴ سپتامبر ۲۰۰۷ آغاز شد و تا ۱۰ مه ۲۰۰۸ ادامه داشت. این فصل دارای ۱۷ قسمت است.
نام شلدون و لئونارد از شلدون لئونارد بازیگر، کارگردان و تهیه‌کننده آمریکایی گرفته شده‌است.

## بازیگران
- جانی گالکی در نقش دکتر لئونارد هافستادر: فیزیکدانی که دارای ضریب هوشی ۱۷۳ است و ۲۴ سالگی دکترا گرفته‌است. او به همراه دوست و همکارش شلدون کوپر در یک آپارتمان زندگی می‌کند.
- جیم پارسونز در نقش دکتر شلدون کوپر: فیزیکدانی که اهل تگزاس است و از کودکی نبوغ خود را نشان داده‌است. او دارای ضریب هوشی ۱۸۷ است و در ۱۱ سالگی وارد کالج شده و در ۱۶ سالگی نخستین دکترایش را اخذ کرده‌است.
- کیلی کوئوکو در نقش پنی: دختر جذاب و بلوندی که در همسایگی شلدون و لئونارد زندگی می‌کند و از همان ابتدا لئونارد به او علاقه‌مند می‌شود.
- سایمون هلبرگ در نقش هاوارد والوویتز: مهندس هوافضا که یهودی است و با مادرش زندگی می‌کند. بر خلاف، شلدون، لئونارد و راج، هاوارد دکترا ندارد و دارای فوق‌لیسانس است.
- کونال نایر در نقش دکتر راجش کوتراپالی: او اهل دهلی نو است و به عنوان اخترشناس در موسسه فناوری کالیفرنیا کار می‌کند. او در مقابل زنان بسیار خجالتی است و در صورتی که الکل ننوشیده باشد نمی‌تواند با زنان صحبت کند.

## تولید
نخستین قسمت آزمایشی این سریال برای فصل تلویزیونی ۰۷–۲۰۰۶ ساخته شد و با نسخه اصلی آن تفاوت‌های زیادی داشت. تنها شخصیت‌هایی که از آن قسمت باقی‌ماندند، لئونارد و شلدون بودند. همچنین در آن دو بازیگر اصلی زن وجود داشت: آماندا والش در نقش کیتی که شلدون و لئونارد او را پس از به هم زدن با دوست‌پسرش ملاقات می‌کنند و او را به آپارتمان خود دعوت می‌کنند (شخصیت پنی در نسخه دوم جایگزین کیتی شد)؛ آیریس بهر در نقش گیلدا که دانشمند و همکار شلدون و لئونارد است. در آن قسمت آزمایشی از آهنگ توماس دالبی به نام «آن دختر با دانش گیجم کرد» استفاده شد.
مجموعه از طرف شبکه تأیید نشد، ولی به تهیه‌کنندگان آن این فرصت داده شد که روی آن تغییراتی ایجاد کنند و آن را بهبود ببخشند. آن‌ها با تغییراتی که روی سریال ایجاد کردند، نسخهٔ امروزی آن را تولید کردند. قسمت آزمایشی اولیه هرگز به صورت رسمی منتشر نشد، اما بر روی اینترنت موجود است. در مورد تکامل سریال لوری می‌گوید:«ما قسمت آزمایشی بیگ بنگ را ساختیم و اصلاً به درد نمی‌خورد. اما دو چیز قابل توجه وجود داشت که در آن عالی بود و آن بازی جانی [گالکی] و جیم [پارسونز] بود. ما همه چیز را از اول بازنویسی کردیم و کیلی [کواکو]، سایمون [هلبرگ] و کونال [نایر] را به مجوعه اضافه کردیم».
هر دو قسمت آزمایشی ساخته شده را جیمز باروز کارگردانی کرد که البته کار با این مجموعه را ادامه نداد. سی‌بی‌اس بعد از ساخته شدن قسمت آزمایشی دوم، ۱۳ قسمت جدید از این مجموعه را سفارش داد. پیش از شروع پخش سریال، قسمت آزمایشی دوم به صورت رایگان بر روی آی‌تونز قرار گرفت. از ۲۴ سپتامبر ۲۰۰۷، پخش سریال شروع شد و در نهایت قرار شد فصل اول آن ۲۲ قسمته باشد. اما در نهایت به علت اعتصاب نویسندگان، ۱۷ قسمت ساخته شد.

## قسمت‌ها
| شماره در کل | شماره در فصل | عنوان                                           | کارگردان       | نویسنده                                                                  | تاریخ پخش اصلی  | کد تولید | بینندگان در آمریکا (میلیون نفر) |
| ----------- | ------------ | ----------------------------------------------- | -------------- | ------------------------------------------------------------------------ | --------------- | -------- | ------------------------------- |
| ۱           | ۱            | «قسمت آزمایشی»                                  | جیمز باروز     | چاک لوری و بیل پریدی                                                     | ۲۴ سپتامبر ۲۰۰۷ | 276023   | ۹٫۵۲                            |
| ۲           | ۲            | «نظریه سبوس بزرگ»                               | مارک سندراوسکی | داستان: چاک لوری و بیل پریدی فیلم‌نامه: رابرت کوهن و دیو گوتش             | ۱ اکتبر ۲۰۰۷    | 3T6601   | ۸٫۵۸                            |
| ۳           | ۳            | «The Fuzzy Boots Corollary»                     | مارک سندراوسکی | داستان: چاک لوری فیلم‌نامه: بیل پریدی و استیون مولارو                     | ۸ اکتبر ۲۰۰۷    | 3T6602   | ۸٫۳۶                            |
| ۴           | ۴            | «اثر ماهی درخشان»                               | مارک سندراوسکی | داستان: چاک لوری و بیل پریدی فیلم‌نامه: دیوید لیت و لی آرنوشن             | ۱۵ اکتبر ۲۰۰۷   | 3T6603   | ۸٫۱۵                            |
| ۵           | ۵            | «قیاس منطقی همبرگر»                             | اندرو دی. ویمن | داستان: جنیفر گلیکمن فیلم‌نامه: دیو گوتش و استیون مولارو                  | ۲۲ اکتبر ۲۰۰۷   | 3T6604   | ۸٫۸۱                            |
| ۶           | ۶            | «پارادایم میانه زمین»                           | مارک سندراوسکی | داستان: دیو گوتش فیلم‌نامه: دیوید لیت و رابرت کوهن                        | ۲۹ اکتبر ۲۰۰۷   | 3T6605   | ۸٫۹۲                            |
| ۷           | ۷            | «تناقض دامپلینگ»                                | مارک سندراوسکی | داستان: چاک لوری و بیل پریدی فیلم‌نامه: لی آرنوشن و جنیفر گلیکمن          | ۵ نوامبر ۲۰۰۷   | 3T6606   | ۹٫۶۸                            |
| ۸           | ۸            | «آزمایش ملخ»                                    | تد واس         | داستان: دیو گوتش و استیون مولارو فیلم‌نامه: لی آرنوشن و رابرت کوهن        | ۱۲ نوامبر ۲۰۰۷  | 3T6607   | ۹٫۳۲                            |
| ۹           | ۹            | «قطبش کوپر-هافستادر»                            | جوئل ماری      | داستان: بیل پریدی و استیون انگل فیلم‌نامه: چاک لوری, لی آرنوشن و دیو گوتش | ۱۷ مارس ۲۰۰۸    | 3T6608   | ۹٫۱۱                            |
| ۱۰          | ۱۰           | «فروپاشی لوبنفلد»                               | مارک سندراوسکی | داستان: چاک لوری فیلم‌نامه: بیل پریدی و لی آرنوشن                         | ۲۴ مارس ۲۰۰۸    | 3T6609   | ۸٫۶۳                            |
| ۱۱          | ۱۱           | «خمیر کلوچه خلاف قاعده»                         | مارک سندراوسکی | داستان: چاک لوری و لی آرنوشن فیلم‌نامه: بیل پریدی و استیون انگل           | ۳۱ مارس ۲۰۰۸    | 3T6610   | ۸٫۶۸                            |
| ۱۲          | ۱۲           | «دوگانگی اورشلیم»                               | مارک سندراوسکی | داستان: جنیفر گلیکمن و استیون انگل فیلم‌نامه: دیو گوتش و استیون مولارو    | ۱۴ آوریل ۲۰۰۸   | 3T6611   | ۷٫۶۹                            |
| ۱۳          | ۱۳           | «گمان ظرف بتمنی»                                | مارک سندراوسکی | داستان: استیون انگل و جنیفر گلیکمن فیلم‌نامه: بیل پریدی و رابرت کوهن      | ۲۱ آوریل ۲۰۰۸   | 3T6612   | ۷٫۵۱                            |
| ۱۴          | ۱۴           | «نابودی نردوانا»                                | مارک سندراوسکی | داستان: بیل پریدی فیلم‌نامه: استیون انگل و استیون مولارو                  | ۲۸ آوریل ۲۰۰۸   | 3T6613   | ۸٫۰۷                            |
| ۱۵          | ۱۵           | «عدم تعیین شیکسا» "عدم تعیین خرد کردن گوشت خوک" | مارک سندراوسکی | داستان: چاک لوری فیلم‌نامه: لی آرنوشن و بیل پریدی                         | ۵ مه ۲۰۰۸       | 3T6614   | ۷٫۳۸                            |
| ۱۶          | ۱۶           | «واکنش به بادام زمینی»                          | مارک سندراوسکی | داستان: بیل پریدی و لی آرنوشن فیلم‌نامه: دیو گوتش و استیون مولارو         | ۱۲ مه ۲۰۰۸      | 3T6615   | ۷٫۷۹                            |
| ۱۷          | ۱۷           | «عامل تانجرین»                                  | مارک سندراوسکی | داستان: چاک لوری و بیل پریدی فیلم‌نامه: لی آرنوشن و استیون مولارو         | ۱۹ مه ۲۰۰۸      | 3T6616   | ۷٫۳۴                            |